# حسين عصام الازري
حسين عصام الأزري هو سياسي إيراني. اختير أول رئيس لمجلس الإدارة ورئيس المصرف العراقي للتجارة (TBI) في عام 2003، وحدث ذلك بعد الغزو الأمريكي للعراق .  في عام 2011، فر من العراق و ذلك لتجنب مواجهة اتهامات متعلقة بتحقيق أجراه رئيس الوزراء نوري المالكي في بنك TBI. في يونيو 2011، ذكرت رويترز أن الحكومة العراقية أصدرت مذكرة اعتقال بحق الأزري، وذلك بعد التحقيقات الأولية في البنك.  في العام نفسه، ظهر الأزري في مجلة الشرق الأوسط "أفضل 50 عربيًا".
زعمت تحقيقات الحكومة العراقية أن المصرف يعاني من مشاكل مالية، على الرغم من التدقيق المنتظم والتقارير السنوية، والتي نُشر آخرها عام 2010 على موقع المصرف الإلكتروني، وخضعت لتدقيق شركة برايس ووترهاوس كوبرز (PWC). ورغم أن المصرف مملوك للدولة، فقد أدار الأزري المصرف تجاريًا بنجاح، وأشرف على عدد من النجاحات والإنجازات البارزة.
عمل السيد حسين الأزري سابقًا في شركة Card Tech لمدة عشرين عامًا في مجال الخدمات المصرفية والتجارية وإدارة المشاريع في جميع أنحاء الشرق الأوسط وأوروبا والاتحاد السوفيتي السابق. و ما بين عامي 1992 و2000، عمل السيد الأزري في موسكو مديرًا لشركة إنباس ، وهي مشروع مشترك بين بنك اوكو الفنلندي وشركة التكنولوجيا المالية البريطانية CTL.  ومن عام 2000 إلى عام 2003، شغل السيد حسين الأزري منصب المدير العام لشركة CTL في الاتحاد السوفيتي السابق والشرق الأوسط، وكان مقرها الرئيسي يقع في لندن.
تخرج حسين العزري عام 1985 من جامعة تكساس للتكنولوجيا ، للهندسة الكهربائية والحاسوبية.